# Everybody (Nicki Minaj)
Everybody è un singolo della rapper trinidadina Nicki Minaj, pubblicato il 9 gennaio 2024 come quarto estratto dal quinto album in studio Pink Friday 2.

## Descrizione
Il brano, in collaborazione con il rapper statunitense Lil Uzi Vert, contiene un campionamento del brano Move Your Feet del 2002 del duo dance danese Junior Senior.

## Tracce
1. Everybody (feat. Lil Uzi Vert) – 3:00

## Formazione
- Nicki Minaj – voce
- Lil Uzi Vert – voce aggiuntiva

## Classifiche

### Classifiche settimanali
| Classifica (2023-24) | Posizione massima |
| -------------------- | ----------------- |
| Canada               | 46                |
| Irlanda              | 30                |
| Regno Unito          | 26                |
| Stati Uniti          | 24                |

### Classifiche di fine anno
| Classifica (2024) | Posizione |
| ----------------- | --------- |
| Stati Uniti       | 71        |